# 朱祐欘
岷清悼怀王朱祐欘（1470年代—15世纪），明朝荆王朱见㴋庶六子，明朝唯一一代岷清王。

## 生平
成化十六年（1480年）十二月赐名。不知何年受封岷清王，后去世（不迟于1492年），无子，国除。